# Der Sturm
| Descripción               | Revista alemana de arte y literatura         |
| Editorial                 | Verlag Der Sturm, Berlín                     |
| Primera edición           | 3 de marzo de 1910                           |
| Frecuencia de publicación | Semanal, luego quincenal y más tarde mensual |
| Editor                    | Herwarth Walden                              |

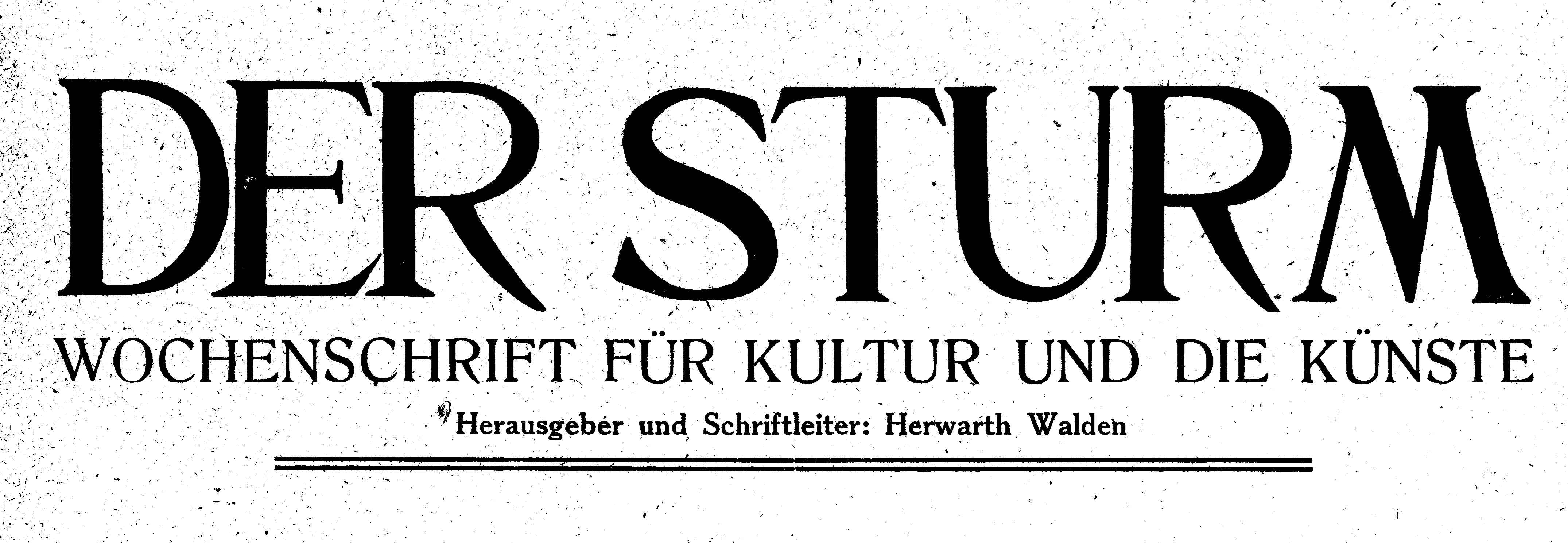

Der Sturm (1910–1932) fue una revista expresionista editada en Berlín por Herwarth Walden, publicada en principio semanalmente y más quincenalmente.
Entre los colaboradores literarios de la revista se encuentran Peter Altenberg, Max Brod, Richard Dehmel, Anatole France, Oskar Kokoschka, Knut Hamsun, Arno Holz, Karl Kraus, Selma Lagerlöf, Else Lasker-Schüler, Adolf Loos, Heinrich Mann, Paul Scheerbart, René Schickele. Alrededor de la revista se formó el Sturmkreis. También hubo un Sturmbühne, una Sturmgalerie y las Sturmabende, en las que se recitaban versos futuristas. En la revista aparecieron dramas expresionistas (entre otros de Hermann Essig y August Stramm), monografías de artistas (Wassily Kandinsky) y ensayos de teoría del arte (Herwarth Walden). Su obra más conocida fueron los Sturm-Bücher (libros-Sturm) (los dos primeros fueron las obras de August Stramms Sancta Susanna y Rudimentär). Además de los libros se publicaban postales artísticas con la obra de artistas jóvenes poco conocidos: Franz Marc, Wassily Kandinsky, Oskar Kokoschka, August Macke, Carlo Mense, Gabriele Münter, Georg Schrimpf, Maria Uhden, entre otros. El término Sturm (tormenta) se constituyó como marca asociado a la difusión del arte moderno en Alemania. 
En los años inmediatamente anteriores a la Primera Guerra Mundial Der Sturm desempeñó un papel importante en el intercambio entre expresionistas franceses y alemanes. Der Sturm publicó de forma regular poemas y textos de expresionistas franceses como Guillaume Apollinaire o Blaise Cendrars. Al estallar la guerra entre ambas naciones se interrumpieron las relaciones. Se retomarían en los años veinte, aunque de forma más débil.